# Mårten Stenberger
Mårten Stenberger (ur. 27 marca 1898 w Göteborgu, zm. 19 stycznia 1973 w Sztokholmie) – archeolog szwedzki, członek Szwedzkiej Akademii Umiejętności, wykładowca na Uniwersytecie w Uppsali, pracownik muzeów w Visby i Sztokholmie.
Od 1933 do 1948 docent na Uniwersytecie w Uppsali i jednocześnie, w latach 1935–1945, pracownik Muzeum w Visby. Po II wojnie światowej od 1946 do 1952 zatrudniony na stanowisku szefa działu epoki żelaza Państwowego Muzeum Historycznego w Sztokholmie, a następnie aż do 1963 był profesorem Uniwersytetu w Uppsali.
Prowadził badania wykopaliskowe w Szwecji (m.in. na wyspie Olandii, jak również w Irlandii czy na Grenlandii. Utrzymywał kontakty z badaczami spoza „żelaznej kurtyny” − ok. 1970 odbył podróż do Polski i Czechosłowacji; kolejny przyjazd do Polski planował na kwiecień 1973 (nie doszedł on do skutku z powodu jego śmierci), m.in. w związku ze swoimi badaniami na temat kontaktów pomiędzy Skandynawią a Polską w średniowieczu.